# 许迈格区
许迈格区（匈牙利語：Sümegi járás），是匈牙利维斯普雷姆州的一个区，总面积306.48平方公里，总人口15,358人（2011年），人口密度50人/平方公里。中心城市为許邁格。

## 市镇
许迈格区包含一个城镇和20个村庄。